# ميليسا مارتينيز
ميليسا مارتينيز (بالإسبانية: Melissa Martínez)‏ ولدت باسم ميليسا ماريا مارغريتا مارتينيز روميرو بتاريخ 14 نوفمبر 1979 في بارانكيا وهي ممثلة كولومبية ومضيفة أمريكية.

## النشأة
ولدت ميليسا في بارانكيا بكولومبيا، وهي ابنة كل من الممثلة والصحفية الشخصية الإذاعية نيللي روميرو سوسا أما والدها فهو الصحفي الآخر الذي يشتغل في الراديو أيضا والذي يحمل اسم غييرمو مارتينيز نافارو.
بدأت تهتم بالمجال الفني والشهرة وهي لم تتجاز آنذاك من العمر 8 سنوات، حيث أخذتها والدتها معها لتكون جزءا من مشهد كوميدي تلفزيوني كانت يصور في بلدة بارانكيا بلدة تحت عنوان كيو ساينيت، ومنذ ذلك اليوم ومارتينيز تشارك في المسرحيات، عروض الرقص، عروض المدرسة وكذلك حفلات الأغاني.
درست في مدرسة كاثوليكية وتخرج في تخصص الاتصالات الاجتماعية والصحافة في جامعة صغيرة ببلدتها.
.

## الحياة المهنية
ظهرت مارتينيز في العديد من الأعمال التلفزيوني.
فمنذ 1998 حتى 2000 كانت مارتينيز تدرس التواصل الاجتماعي في الجامعة وفي نفس الوقت كانت تعمل كممثلة مبتدئة في عروض الكوميديا على غرار عرضها Cual es la Vaina في بلدتها بارانكيا بكولومبيا.
في عام 2007، عملت كمقدمة برامج ومضيفة حيث استضافت بوينا فورتونا على تيلموندو، وفي نفس السنة عينت كملكة جمال في فئة اللطف في سباق الجائزة الكبرى في لونغ بيتش، كاليفورنيا.
أما سنة 2008، فقد شاركت مارتينيز كدور مساند في فيلم حمل عنوان التاج تحت قدميها.
في 2009، بدأت شهرتها تتوسع أكثر، حيث حصلت على دور البطولة في فيلم الحياة مقابل الموت، وفي نفس العام صورت مشهد كوميديا في طائرة لفائدة هيئة الإذاعة الوطنية تحت عنوان حياة جيدة، كما كانت مقدمة أخبار الطقس على القناة الثانية والعشرين (قناة 22) وهي محطة تلفزيون إسبانية في لوس أنجلوس.
ظهرت في 2011 كممثلة وعارضة في فيديو كليب أغنية المغني المكسيكي كريستيان كاسترو تحت عنوان «لو ديدو».
استضافت مارتيمز في سنة 2012 برنامج للترفيه وقد تظهر على شاشة LATV.
مؤخرا (2017)، بدأت مارتينيز تفعل ما تحب أكثر، حيث تخصصت في أدوار كوميدية في التلفزيون الوطني وفي قنوات أخرى على غرار دورها في مسلسل إل بيادو دو لا نوش الذي عُرض على أزتيكا أمريكا

## قائمة أعمالها
| السنة | العنوان                                                      | الدور                    |
| ----- | ------------------------------------------------------------ | ------------------------ |
| 2007  | بوينا فورتونا                                                | نفسها المضيف/عارضة/راقصة |
| 2008  | التاج تحت قدميها                                             | دور ثانوي                |
| 2009  | الحياة مقابل الموت                                           | الشيطانة (دور البطولة)   |
| 2009  | الحياة الجيدة                                                | ماريا (دور مساند)        |
| 2009  | نوتيسياس 22                                                  | نفسها/استضافة            |
| 2011  | فيديو كليب لو ديدو عن للمغني المكسيكي الشهير كريستيان كاسترو | نفسها                    |
| 2012  | أسترولوكو                                                    | نفسها/استضافة            |
| 2012  | إل بيلادو دو لا نوش                                          | نفسها (دور كوميدي)       |

## وصلات خارجية
- ميليسا مارتينيز مقدمة أخبار الطقس على قناة 22
- ميليسا مارتينيز في كليب فيديو لو ديدو
- ميليسا مارتينيز في أسترولوكو على LATV
- ميليسا في إل بيلادو دو لا نوش على أزتيكا أمريكا